# NGC 6738
NGC 6738 (другое обозначение — OCL 101) — группа звёзд в созвездии Орёл.
Этот объект входит в число перечисленных в оригинальной редакции «Нового общего каталога».